# Cheerleading en National Football League

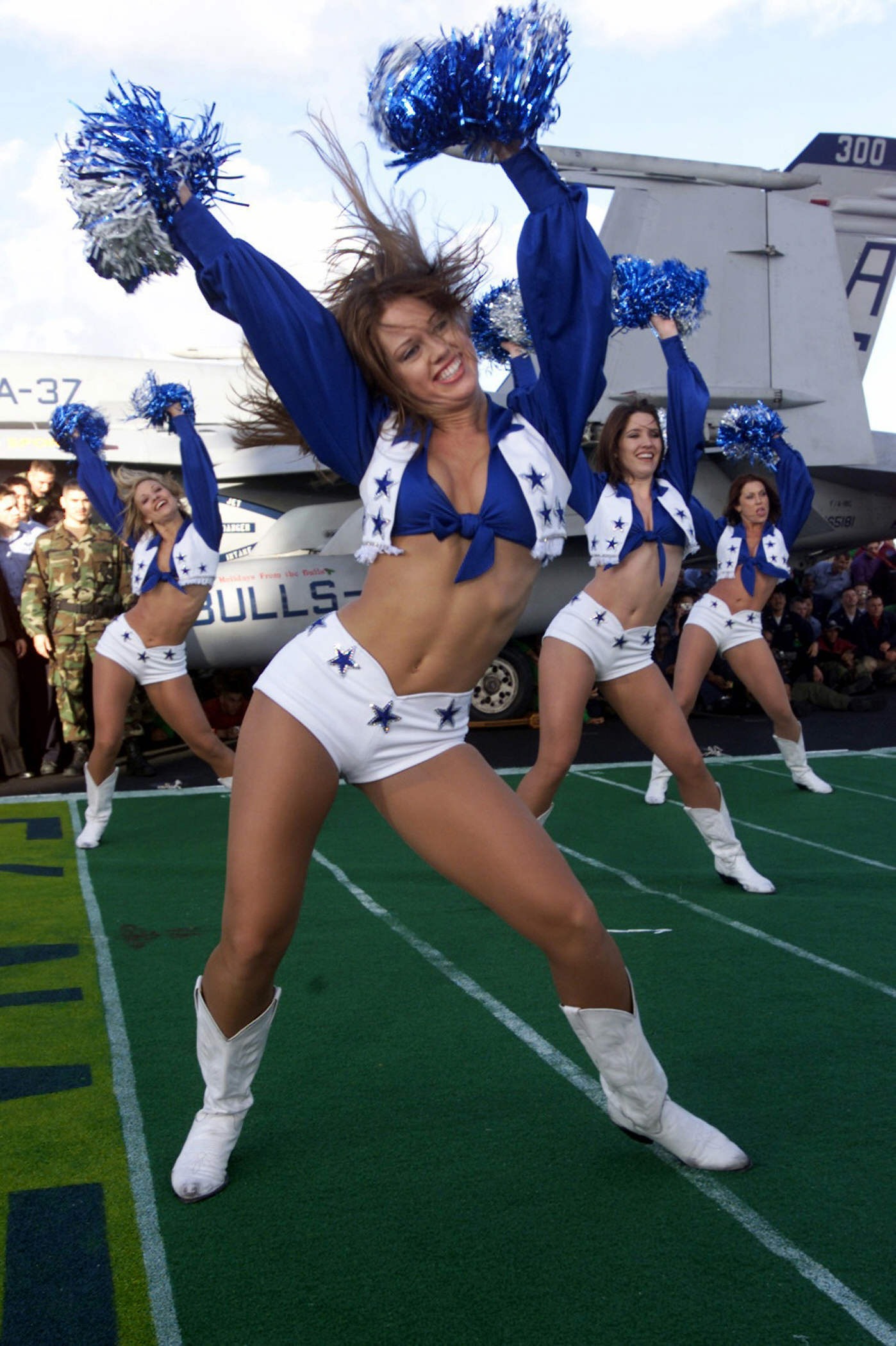
Cheerleaders des Cowboys de Dallas à bord de l' en 2000.

Le cheerleading en National Football League (en anglais : National Football League Cheerleading ou NFL Cheerleading) est une organisation professionnelle de cheerleading aux États-Unis.
Seules 26 des 32 franchises de la NFL possèdent une équipe de pom-pom girls au sein de leur organisation. Les cheerleaders apportent un attrait populaire à chacune des franchises, leur procurant plus de couverture médiatique, un soutien du public local et une meilleure image devant les caméras. La première escouade de NFL voit le jour en 1954 au sein des Colts de Baltimore.

## Présentation
Dans la plupart des groupes professionnels, le métier de pom-pom girl représente un travail à temps partiel. Souvent, elles sont encore dans un cursus universitaire ou en sortent à peine, et continuent cette activité en parallèle de leur premier métier, pour une carrière de cheerleader variant généralement entre une et quatre saisons. Durant la saison, elles participent aux exercices, aux camps estivaux d'entraînement, à chaque match, et en marge de tout aspect sportif font des apparitions publiques, des séances photographiques et participent à des événements de charité.

### Représentations extra-sportives
Chaque année durant l'entre saisons, elles participent à la réalisation du calendrier traditionnel de chaque franchise, présentant les membres de l'escouade en maillot de bain, lingerie, ou uniforme classique.
Étant l'un des piliers de la culture du football américain, les cheerleaders font partie des plus grands groupes se produisant régulièrement outremer pour les forces armées des États-Unis, le tout sous l'organisation de l'United Service Organizations. L'élite des escouades est sélectionnée pour ces prestations.

### Pro Bowl

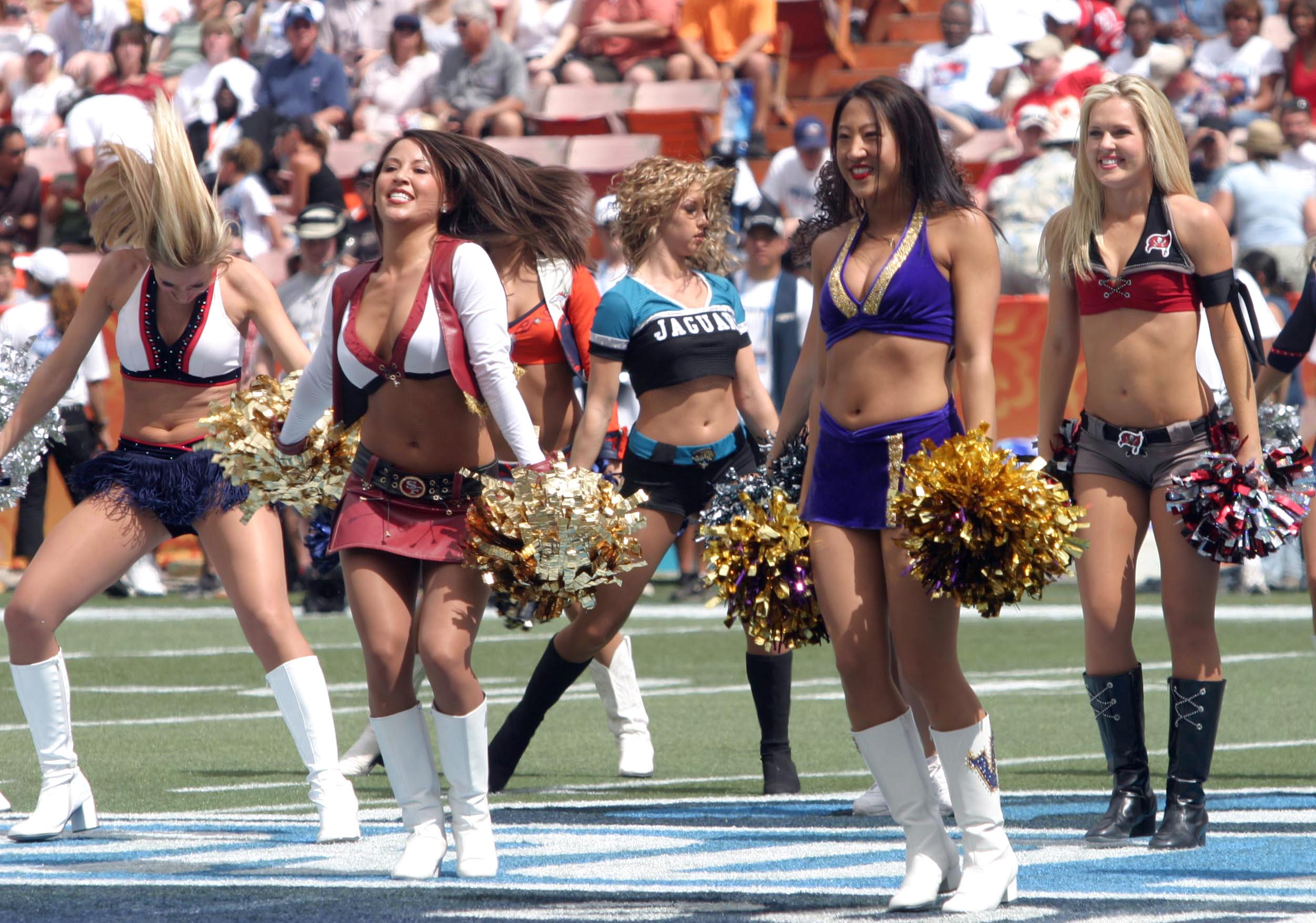
Cheerleaders lors du Pro Bowl 2006.

L'une des reconnaissances les plus hautes pour une cheerleader de NFL est d'être sélectionnée en tant que l'une des Cheerleaders du Pro Bowl. Cette sélection regroupe une cheerleader de chacune des franchises, et permet à ces dernières de représenter leur équipe au Pro Bowl à Hawaii. Cette initiative court depuis 1992.

## Équipes

### Équipes actives
| Équipe de cheerleaders                                                                | Franchise                          |
| ------------------------------------------------------------------------------------- | ---------------------------------- |
| Ben-Gals de Cincinnati Cincinnati Ben-Gals                                            | Bengals de Cincinnati              |
| Charger Girls de Los Angeles Los Angeles Charger Girls                                | Chargers de Los Angeles            |
| Cheerleaders des Broncos de Denver Denver Broncos Cheerleaders                        | Broncos de Denver                  |
| Cheerleaders des Buccaneers de Tampa Bay Tampa Bay Buccaneers Cheerleaders            | Buccaneers de Tampa Bay            |
| Cheerleaders des Cardinals de l'Arizona Arizona Cardinals Cheerleaders                | Cardinals de l'Arizona             |
| Cheerleaders des Chiefs de Kansas City Kansas City Chiefs Cheerleaders                | Chiefs de Kansas City              |
| Cheerleaders des Colts d'Indianapolis Indianapolis Colts Cheerleaders                 | Colts d'Indianapolis               |
| Cheerleaders des Cowboys de Dallas Dallas Cowboys Cheerleaders                        | Cowboys de Dallas                  |
| Cheerleaders des Dolphins de Miami Miami Dolphins Cheerleaders                        | Dolphins de Miami                  |
| Cheerleaders des Eagles de Philadelphie Philadelphia Eagles Cheerleaders              | Eagles de Philadelphie             |
| Cheerleaders des Falcons d'Atlanta Atlanta Falcons Cheerleaders                       | Falcons d'Atlanta                  |
| Cheerleaders des Lions de Détroit Detroit Lions Cheerleaders                          | Lions de Détroit                   |
| Cheerleaders des Packers de Green Bay Green Bay Packers Cheerleaders                  | Packers de Green Bay               |
| Cheerleaders des Patriots de la Nouvelle-Angleterre New England Patriots Cheerleaders | Patriots de la Nouvelle-Angleterre |
| Cheerleaders des Rams de Los Angeles Los Angeles Rams Cheerleaders                    | Rams de Los Angeles                |
| Cheerleaders des Ravens de Baltimore Baltimore Ravens Cheerleaders                    | Ravens de Baltimore                |
| Cheerleaders des Redskins de Washington Washington Redskins Cheerleaders              | Redskins de Washington             |
| Cheerleaders des Texans de Houston Houston Texans Cheerleaders                        | Texans de Houston                  |
| Cheerleaders des Titans du Tennessee Tennessee Titans Cheerleaders                    | Titans du Tennessee                |
| Cheerleaders des Vikings du Minnesota Minnesota Vikings Cheerleaders                  | Vikings du Minnesota               |
| Flight Crew des Jets Jets Flight Crew                                                 | Jets de New York                   |
| Gold Rush de San Francisco San Francisco Gold Rush                                    | 49ers de San Francisco             |
| Raiderettes de Oakland Oakland Raiderettes                                            | Raiders d'Oakland                  |
| Roar de Jacksonville Jacksonville Roar                                                | Jaguars de Jacksonville            |
| Saintsations                                                                          | Saints de La Nouvelle-Orléans      |
| Sea Gals                                                                              | Seahawks de Seattle                |
| Topcats de la Caroline Carolina Topcats                                               | Panthers de la Caroline            |

### Équipes disparues
| Équipe de cheerleaders                             | Franchise              |
| -------------------------------------------------- | ---------------------- |
| Jills de Buffalo Buffalo Jills                     | Bills de Buffalo       |
| Honey Bears de Chicago Chicago Honey Bears         | Bears de Chicago       |
| Steelerettes de Pittsburgh Pittsburgh Steelerettes | Steelers de Pittsburgh |

### Franchises sans équipes de cheerleaders

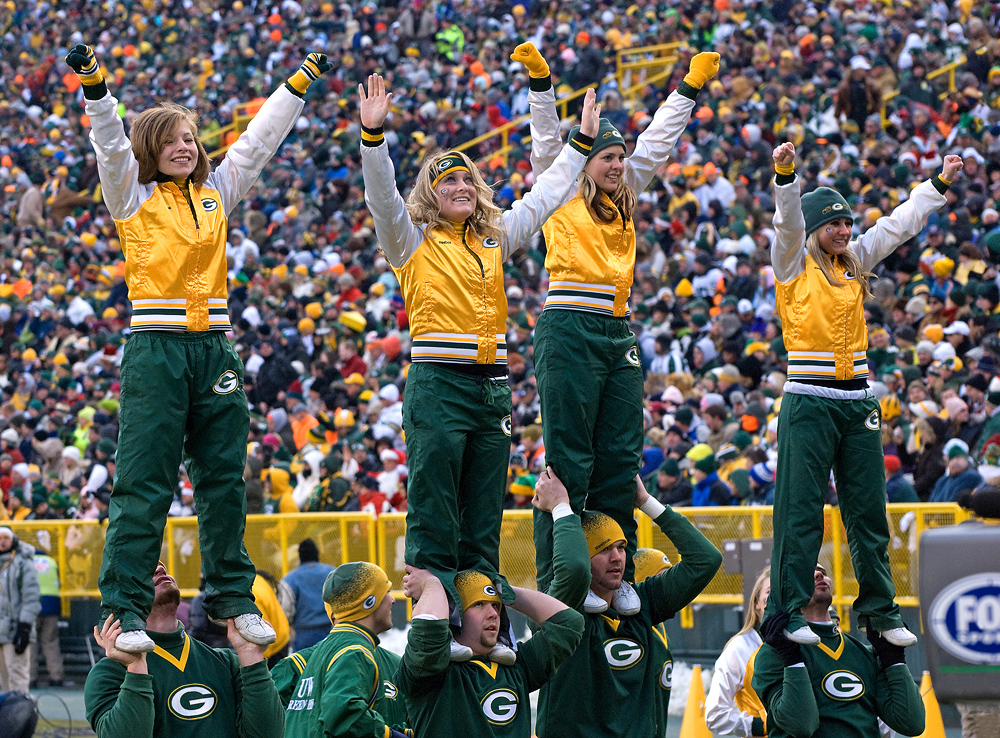
Escouade étudiante des Cheerleaders des Packers de Green Bay en 2007.

Plusieurs franchises ne disposent pas d'équipe officielles de cheerleaders. À ce titre, le Super Bowl XLV opposant les Packers aux Steelers fut le premier à ne pas être animé par des cheerleaders. En 2018, les seules franchises ne disposant pas d'une escouade professionnelle de cheerleaders sont les Bears de Chicago, les Bills de Buffalo, les Browns de Cleveland, les Giants de New York, les Packers de Green Bay, et les Steelers de Pittsburgh.
Alors que les Bears et les Steelers disposaient dans le passé d'escouades aujourd'hui dissoutes (les Honey Bears de Chicago et les Steelerettes de Pittsburgh), les Packers utilisent néanmoins de temps à autre des équipes de cheerleaders issues de collèges américains, avec un rôle limité.
Depuis 2010, des équipes non officielles voient le jour pour ces franchises. Non reconnues par les instances de la NFL et par les franchises concernées, elles ne sont pas autorisées à évoluer sur les abords du terrain lors des jours de match ou à représenter de façon officielles les équipes. On peut citer les Cheerleaders du Detroit Pride, les Cheerleaders de Gotham City (pour les Giants)et les Cheerleaders du Cleveland Spirit.
L'activité des Jills de Buffalo (Buffalo Jills) au sein de l'organisation des Bills est suspendue après la saison 2013 à la suite d'une action judiciaire opposant cinq anciennes cheerleaders à des représentants des Jills et des Bills.

### Équipes mixtes
À partir de la saison 2018 et pour la première fois de l'histoire de la NFL, les Rams de Los Angeles et les Saints de La Nouvelle-Orléans intègrent des danseurs masculins professionnels dans leurs équipes de cheerleaders.
D'autre part, en mars 2022, Justine Lindsay (en), devient la première femme transgenre à intégrer une équipe de cheerleaders dans la NFL en rejoignant l'escouade des Panthers de la Caroline